# Christian Früchtl
Christian Früchtl (ur. 28 stycznia 2000 w Bischofsmais) – niemiecki piłkarz występujący na pozycji bramkarza. Wychowanek Bayernu Monachium.